# لينزسبيتز
لينزسبيتز (بالإنجليزية: Lenzspitze)‏ هو أحد جبال سلسلة جبال الألب بينيني وجزء من القمة الأم يقع في سويسرا. يبلغ ارتفاع الجبل حوالي 4294 متر، بينما يبلغ ارتفاع نتوء الجبل 86 متر، وقد سجل أول وصول لقمة الجبل عام 1870.